# وجدي معوض
وجدي معوض هو كاتب مسرحي وممثل ومخرج ومترجم كندي لبناني الأصل، ولد في لبنان عام 1968 عاش في فرنسا لفترة قصيرة بعدها انتقل إلى كيبك عام 1983.

## حياته
ولد وجدي معوض في 16 من تشرين الأول من عام 1968 في دير القمر في لبنان، لم يكن قد بلغ سن التاسعة حين اضطر أن يغادر مع عائلته بلده بسبب الحرب الأهلية ليهاجر إلى فرنسا أولاً ويقيم فيها حتى سنة 1983 حيث أجبر أيضاً على ترك الأراضي الفرنسية لعدم الموافقة على تجديد الإقامة.
اختارت العائلة كيبيك أو القسم الفرنسي من كندا هذه المرة للهجرة إليها والإقامة في مونتريال.

## دراسته
في كندا، أكمل معوض دراسته، وتخصص في الفنون المسرحية، وفي عام 1991، نال دبلوم كلية المسرح الوطنية الكندية. وبعد سنوات في التمثيل، انتقل إلى الإخراج المسرحي وأسس مع إزابيل لابلانك، ممثلة مسرح كندية، شركة أوبارلور، وكانت أولى مسرحياتها ماكبيث، ثم دون كيخوتي، وألفونسو.

## مؤلفاته
بعد سنتين من دخوله إلى المعهد، كتب مسرحيته الأولى ويلي بروتاجوراس محبوس في المراحيض فحصلت على الجائزة الكبرى لنقاد المسرح، وهي مسرحية حول مراهق شاب يحبس نفسه في المراحيض هربًا من جنون عالم البالغين وتناقضاته وأثناء دراسته أيضاً أسس مع زميلته إيزابيلا لو بلان تياتر أوو بارلوور وقدما فيه عروض الكلاسيكيات المسرح العالمي ومنها عرض ماكبيث لوليم شكسبير في وسط مدينة مونتريال القديمة، ثم تواصلت بعدها عروض كثيرة لعب فيها أدوارا متميزة فضلا عن الإخراج مثل كاليجولا لألبير كامو، و الشقيقات الثلاث لتشيخوف، و المفتش العام لغوغول وغيرها من النصوص المهمة التي توطدت فيها موهبة وجدي معوض كأحد أبرز المواهب المسرحية في كندا بعد روبير لوباج وقد كانت بدايته كمخرج لنصين من تأليف أخيه ناجي معوض وكانا بعنوان ملجأ، ومنفى.
مع بلوغه الثلاثين جاء ترشيح إعداده الدرامي للرواية الخالدة دون كيخوتى لسيرفانتس للفوز بجائزة القناع، وهي أبرز جوائز الأكاديمية الكيبيكية للمسرح وفي العام التالي أثار عرضه يوم عرس عند كرومانيون الكثير من الاهتمام، حيث استطاع فيه أن يعرض المتناقضات، إذ يدور العرس وسط مذابح الحرب الأهلية في مدينة تحاول مواصلة الحياة رغم ويلات الحروب.
حصل معوض على جائزة الحاكم العام الكندي المسرحية عن مسرحية الشاطئ وهي الجزء الأول من ثلاثيته المسرحية التي واصل العمل عليها لمدة أربع سنوات والتي عرضها جميعها في ليلة واحدة في ساحة القصر البابوي في مدينة أفينيون الفرنسية خلال أيامها المسرحية عندما حل ضيف شرف عليها عام 2009.
هذه الثلاثية هي حرائق وغابات بالإضافة إلى هذه المسرحية الشاطئ والتي حولها إلى فيلم سينمائي أخرجه عام 2004
من الملاحظ أن وجدي معوض يختار عناوين أعماله في صيغة الجمع، غابات، حرائق، سماوات، وحيدون ولهذا دلالته المهمة فمسرحه يعتمد في طرحه وفي جمالياته الدرامية على التعدد والجدل والحوار، وعلى تباين الرؤى والأصوات، وعلى الحوار المستمر بين تلك الرؤى والأصوات المتباينة لاستقصاء ماهية الهوية الإنسانية ولمس الحدود التي تفصل بين المفاهيم تصورات الناس لبعضهم البعض.

### أعمال نُشِرت
- 1996: Alphonse
- 1999: Les mains d'Edwige au moment de la naissance
- 1999, 2009: Littoral
- 2000: Pacamambo
- 2002: Rêves
- 2003, 2009: Incendies
- 2004: Willy Protagoras enfermé dans les toilettes
- 2006: Forêts
- 2007: Assoiffés
- 2008: Le soleil ni la mort ne peuvent se regarder en face
- 2008: Seuls - Chemin, texte et peintures
- 2009: Ciels
- 2011: Journée de noces chez les Cromagnons

### لم تُنشر
- 1992: Partie de cache-cache entre 2 tchécoslovaques au début du siècle

### أعمال إذاعية
- Loin des chaises
- Wilfrid
- William M.
- Le chevalier
- Dans la cathédrale
- Les trains hurlent quand on tue
- Les étrangers du bord du monde

### روايات
- 2002: Visage retrouvé
- 2007: Un obus dans le cœur

## آراء النقاد
- كتبت سيليا رين، محررة الفنون التمثيلية في صحيفة واشنطن بوست:

| وجدي معوض | لثلاث ساعات، تعالج مسرحية (الحريق) قضايا كثيرة وهامة في عالمنا المضطرب، ليست فقط قضية معينة، ولكن، أيضا، أهميتها التاريخية، ومعانيها الإنسانية، وأنه في قضية ظلم، يجب ألا يهمل المظلومون، وألا يعم الظلم، وألا يسبب الظلم في الانتقام، وألا تقفل الطرق أمام الحل السلمي وأمام التوسط، وفي نفس الوقت، ألا ينسى الماضي | وجدي معوض |

- يقول جورج بيغو:

| وجدي معوض | ما يطرحه وجدي معوض هو صرخة، صرخة أو إنذار للعالم والكون. | وجدي معوض |

- يقول النقاد:

| وجدي معوض | إن تجربته المسرحية قد تبلورت في كندا فهو ينتمي فنيا وفكريا إلى ميراث المسرح الغربي والكندي منه وخاصة بالمسرحي روبير لوباج فنصوص وعروض معوض تظهر مدى اهتمامه بمفهوم الإنسان كقيمة وتصور مدى تأثره كإنسان وفنان بالحرب الأهلية اللبنانية وغيرها من الحروب الداخلية والخارجية. فهو يحمل، حسب رأي بعض النقاد، صليب تجربته اللبنانية، وجراح حربها الأهلي, فقد استطاع أن يحقق المعادلة الصعبة بين الارتباط بتجربة محددة، وبين الانطلاق عبرها لمخاطبة العالم لأنه مسرحي شديد الوعي بضرورة السمو والترفع عن الذات لطرق آفاق إنسانية أرحب | وجدي معوض |

- قال الممثل الفرنسي ستانسلاس نورديج وهو أحد الذين عملوا مع وجدي معوض:

| وجدي معوض | أغلب النصوص التي كتبها وجدي معوض تتحدث عن الماضي، عن ماضيه، وهو يركز دائماً على فكرة أنه بعد العاصفة والعنف يولد شيء ما وأنه لا يمكن أن نحطم الأمل لأنه يولد مع تجدد الحياة | وجدي معوض |

- كتب ألبرت سكوت، محرر الشؤون الفنية في صحيفة نيويورك تايمز:

| وجدي معوض | هذه القصة الخيالية واحدة من أكثر قصص الحقيقة الفظيعة في التاريخ الحديث | وجدي معوض |

## وصلات خارجية
- وجدي معوض على موقع IMDb (الإنجليزية)
- وجدي معوض على موقع مونزينجر (الألمانية)
- وجدي معوض على موقع ألو سيني (الفرنسية)
- وجدي معوض على موقع أول موفي (الإنجليزية)
- وجدي معوض على موقع قاعدة بيانات الأفلام السويدية (السويدية)
- وجدي معوض على موقع قاعدة بيانات الفيلم (الإنجليزية)
- وجدي معوض على موقع كينوبويسك (الروسية)